# Варабимоти
Варабимоти  (яп. 蕨餅) — сладость, вид вагаси, блюдо японской кухни. Варабимоти — не настоящий моти, а студенистая сласть, изготавливаемая из папоротниковой муки (крахмала из корней), покрытая кинако (поджаренная сладкая бобовая мука). Данное лакомство пользуется популярностью в летний период, особенно в регионе Кинки и префектуре Окинава. Её часто продают в фургонах так же, как продают мороженое в странах Запада.